# Orchestra Sinfonica di Norimberga
L'Orchestra Sinfonica di Norimberga (in tedesco: Nürnberger Symphoniker) è un'orchestra tedesca con base a Norimberga. La sua principale sala da concerto è il Meistersingerhalle.

## Storia
L'orchestra iniziò nel 1946 come Orchestra di Stato della Franconia (Fränkisches Landesorchester), con Erich Kloss come primo direttore d'orchestra. All'inizio degli anni '50, l'orchestra riscosse successo internazionale per le registrazioni delle colonne sonore di Quo Vadis e Ben Hur di Miklós Rózsa.
L'orchestra assunse il nome attuale nel 1963 per la dedica della nuova costruzione di Meistersingerhalle. Nel 1993 vinsero un Grammy Award nella categoria Best Pop Instrumental Performance per la colonna sonora di La bella e la bestia.
Dal 2008 l'Orchestra Sinfonica di Norimberga ha una nuova sala prove e concerti con una capienza di 515 posti, la Neuer Musiksaal. Durante l'estate, presenta anche una serie di concerti all'aperto nel Serenadenhof, il cortile meridionale della Congress Hall, nel Reichsparteitagsgelände.
Dopo aver servito come orchestra del festival dell'Opera di Heidenheim per 25 anni, la Sinfonia di Norimberga ha assunto la stessa posizione al Frankonian Summer Festival nel 2013. L'orchestra ha registrato sia per la radio bavarese (Bayerischer Rundfunk) che per le etichette di CD commerciali. Ogni estate, l'orchestra partecipa al più grande evento europeo di musica classica all'aperto, Klassik Open Air.
L'attuale direttore principale dell'orchestra è Kahchun Wong, a partire dalla stagione 2018-2019. Il direttore in carica dell'Orchestra (Amministratore e Direttore Artistico) è Lucius A. Hemmer, dal settembre 2003.

## Direttori principali
- Erich Kloss (1949–1968)
- Othmar Mága (1968–1970)
- Günter Neidlinger (1971–1974)
- Werner Andreas Albert (1974–1980)
- Klauspeter Seibel (1980–1988)
- Georg Schmöhe (1989–1992)
- Thomas Gabrisch (1994–1997)
- Jac van Steen (1997–2002)
- Bernhard Gueller (2005–2009)
- Alexander Shelley (2009–2017)
- Kah Chun Wong (2018–in carica)